# Apo (Michoacán)
Apo es una localidad del municipio de Tancítaro ubicado en la región purépecha del estado mexicano de Michoacán.

## Geografía
La localidad se ubica a 11.0 kilómetros (en dirección suroeste) de la localidad de Tancítaro, la cabecera y lugar más poblado del municipio. Se sitúa en las coordenadas geográficas 19°25′34″N 102°24′37″O / 19.426111, -102.410278, a una elevación de 2,130 metros sobre el nivel del mar.

## Demografía
Según el Conteo de Población y Vivienda 2020, efectuado por el Instituto Nacional de Estadística y Geografía, la localidad de Apo tiene 1,908 habitantes, de los cuales 932 son del sexo masculino y 976 del sexo femenino. Su tasa de fecundidad es de 2.33 hijos por mujer y tiene 496 viviendas particulares habitadas.
| Gráfica de evolución demográfica de Apo entre 1900 y 2020 |
|                                                           |
| INEGI.                                                    |